# Giải bóng đá nữ vô địch quốc gia Đức
Kể từ năm 1974 Hiệp hội bóng đá Đức bắt đầu tổ chức một giải vô địch dành cho bóng đá nữ. Sau lần dỡ bỏ lệnh cấm bóng đá nữ vào năm 1970, đây có thể coi là cột mốc quan trọng thứ hai trong sự phát triển của bóng đá nữ Đức.

## Thể thức
Cách xác định nhà vô địch nước Đức khác nhau theo mỗi thời kỳ. Trong lần đầu tiên tổ chức, mười sáu nhà vô địch của các hiệp hội được chia thành bốn bảng, tổ chức tại một trong các địa phương trong bảng. Bốn đội đầu bảng lọt vào vòng chung kết. Vòng chung kết bắt đầu từ vòng bán kết. Hai đội thua cuộc đá trận tranh hạng ba, hai đội thắng thi đấu chung kết tranh chức vô địch.
Từ năm 1975 thể thức knockout đã được đưa vào áp dụng. Các cặp đấu được bốc thăm ngẫu nhiên và được tổ chức theo hình thức lượt đi lượt về. Các trận chung kết năm 1977, 1978 và 1979 được tổ chức trong một trận duy nhất.
Với việc Frauen-Bundesliga thành lập vào năm 1990, thể thức một lần nữa được thay đổi. Các đội đứng đầu và á quân của hai bảng Nam và Bắc lọt vào trận chung kết. Trận bán kết diễn ra ra trên sân nhà và sân khách. Trận chung kết diễn ra trong một trận duy nhất.
Sau khi Bundesliga trở thành giải đấu vòng tròn năm 1997 và sẽ không còn trận chung kết nào được tổ chức. Đội bóng giành số điểm tốt nhất trở thành nhà vô địch bóng đá nữ Đức.

## Các trận chung kết
| Mùa  | Vô địch                  | Á quân                   | Tỉ số              | Địa điểm                            |
| ---- | ------------------------ | ------------------------ | ------------------ | ----------------------------------- |
| 1974 | TuS Wörrstadt            | DJK Eintracht Erle       | 4:0                | Mainz                               |
| 1975 | Bonner SC                | FC Bayern München        | 4:2                | Bad Godesberg                       |
| 1976 | FC Bayern München        | Tennis Borussia Berlin   | 4:2 h.p.           | Siegen                              |
| 1977 | SSG 09 Bergisch Gladbach | NSG Oberst Schiel        | 0:0 1:0            | Bergisch Gladbach Frankfurt am Main |
| 1978 | SC 07 Bad Neuenahr       | FC Hellas Marpingen      | 2:0 0:1            | Bad Neuenahr Eppelborn              |
| 1979 | SSG 09 Bergisch Gladbach | FC Bayern München        | 3:2 1:0            | München Bergisch Gladbach           |
| 1980 | SSG 09 Bergisch Gladbach | KBC Duisburg             | 5:0                | Bergisch Gladbach                   |
| 1981 | SSG 09 Bergisch Gladbach | Tennis Borussia Berlin   | 4:0                | Bergisch Gladbach                   |
| 1982 | SSG 09 Bergisch Gladbach | FC Bayern München        | 6:0                | Bergisch Gladbach                   |
| 1983 | SSG 09 Bergisch Gladbach | Tennis Borussia Berlin   | 6:0                | Bergisch Gladbach                   |
| 1984 | SSG 09 Bergisch Gladbach | FSV Frankfurt            | 3:1                | Frankfurt                           |
| 1985 | KBC Duisburg             | FC Bayern München        | 1:0                | Duisburg                            |
| 1986 | FSV Frankfurt            | SSG 09 Bergisch Gladbach | 5:0                | Bergisch Gladbach                   |
| 1987 | TSV Siegen               | FSV Frankfurt            | 2:1                | Siegen                              |
| 1988 | SSG 09 Bergisch Gladbach | KBC Duisburg             | 0:0 h.p., 5:4 n.E. | Bergisch Gladbach                   |
| 1989 | SSG 09 Bergisch Gladbach | TuS Ahrbach              | 2:0                | Montabaur                           |
| 1990 | TSV Siegen               | SSG 09 Bergisch Gladbach | 3:0                | Siegen                              |
| 1991 | TSV Siegen               | FSV Frankfurt            | 4:2                | Siegen                              |
| 1992 | TSV Siegen               | Grün-Weiß Brauweiler     | 2:0                | Siegen                              |
| 1993 | TuS Niederkirchen        | TSV Siegen               | 2:1 h.p.           | Niederkirchen                       |
| 1994 | TSV Siegen               | Grün-Weiß Brauweiler     | 1:0                | Pulheim                             |
| 1995 | FSV Frankfurt            | Grün-Weiß Brauweiler     | 2:0                | Pulheim                             |
| 1996 | TSV Siegen               | SG Praunheim             | 1:0                | Frankfurt                           |
| 1997 | Grün-Weiß Brauweiler     | FC Rumeln-Kaldenhausen   | 1:1 h.p., 5:3 n.E. | Duisburg                            |

## Đông Đức
| Năm  | Vô địch                     | Á quân                     | Hạng ba              | Địa điểm           |
| ---- | --------------------------- | -------------------------- | -------------------- | ------------------ |
| 1979 | Motor Mitte Karl-Marx-Stadt | BSG Aufbau Dresden-Ost     | BSG Post Rostock     | Templin            |
| 1980 | BSG Wismut Karl-Marx-Stadt  | Aufbau Dresden-Ost         | BSG Chemie Wolfen    | Blankenburg (Harz) |
| 1981 | BSG Turbine Potsdam         | BSG Chemie Wolfen          | Chemie Leipzig       | Babelsberg         |
| 1982 | BSG Turbine Potsdam         | Chemie PCK Schwedt         | Chemie Leipzig       | Lauchhammer        |
| 1983 | BSG Turbine Potsdam         | BSG Wismut Karl-Marx-Stadt | Chemie PCK Schwedt   | Schwedt            |
| 1984 | BSG Motor Halle             | BSG Turbine Potsdam        | BSG Rotation Schlema | Colditz und Grimma |

Chung kết
| Mùa  | Vô địch              | Á quân                     | Tỉ số   | Địa điểm         |
| ---- | -------------------- | -------------------------- | ------- | ---------------- |
| 1985 | BSG Turbine Potsdam  | BSG Wismut Karl-Marx-Stadt | 2:0     | Markkleeberg     |
| 1986 | BSG Turbine Potsdam  | BSG Motor Halle            | 4:1     | Dresden          |
| 1987 | BSG Rotation Schlema | BSG Wismut Karl-Marx-Stadt | 4:1     | Kamenz           |
| 1988 | BSG Rotation Schlema | BSG Turbine Potsdam        | 3:0 1:3 | Aue Babelsberg   |
| 1989 | BSG Turbine Potsdam  | BSG Rotation Schlema       | 3:1 2:3 | Babelsberg Aue   |
| 1990 | BSG Post Rostock     | BSG Wismut Chemnitz        | 6:1 4:2 | Chemnitz Rostock |